# Jo de Cock Rouaan
Jozua (Jo) de Cock Rouaan (Warffum, 6 augustus 1870 – Arnhem, 5 juli 1946) was een Nederlandse biljarter. hij nam in seizoen 1913–1914 deel aan het nationale kampioenschap ankerkader 45/2 in de ereklasse.

## Deelname aan Nederlandse kampioenschappen in de Ereklasse
| Nr. | Kampioenschap     | Plaats     | Klassering | Alg. gemiddelde |
| --- | ----------------- | ---------- | ---------- | --------------- |
| 1.  | AK 45/2 1913–1914 | Leeuwarden | 8e         | 4,13            |